# Aserbaidschanischer Fußballpokal
Der aserbaidschanische Fußballpokal (aserbaidschanisch: Azərbaycan Milli Futbol Kuboku) ist der seit 1992 ausgetragene nationale Fußball-Pokalwettbewerb für aserbaidschanische Männerfußball-Vereinsmannschaften. Nach der Unabhängigkeit der Unionsrepublik AsSSR von der Sowjetunion 1991 zu Aserbaidschan gründete sich 1992 der Fußballverband Azərbaycan Futbol Federasiyaları Assosiasiyası (AFFA); der der Veranstalter des Pokals wie auch der Meisterschaft Premyer Liqası ist. 
Erfolgreichste Mannschaft mit acht Titel  Qarabag Agdam aktueller Titelträger ist 2025 der Sabah FK (1×)

## Die Endspiele im Überblick
| Saison    | Austragungsort                     | Sieger                             | Ergebnis                           | Finalist                           |
| --------- | ---------------------------------- | ---------------------------------- | ---------------------------------- | ---------------------------------- |
| 1992      | Tofiq-Bəhramov-Stadion, Baku       | FK İnşaatçı Baku                   | 2:1 n. V.                          | FK Kür Mingəçevir                  |
| 1993      | Tofiq-Bəhramov-Stadion, Baku       | FK Qarabağ Ağdam                   | 1:0 n. V.                          | FK İnşaatçı Sabirabad              |
| 1993/94   | Tofiq-Bəhramov-Stadion, Baku       | FK Kəpəz                           | 2:0                                | FK Xəzər Lənkəran                  |
| 1994/95   | Tofiq-Bəhramov-Stadion, Baku       | Neftçi Baku                        | 1:0                                | FK Kür-Nur Mingəçevir              |
| 1995/96   | Tofiq-Bəhramov-Stadion, Baku       | Neftçi Baku                        | 3:0                                | FK Qarabağ Ağdam                   |
| 1996/97   | Tofiq-Bəhramov-Stadion, Baku       | FK Kəpəz                           | 1:0                                | FK Xəzri Buzovna                   |
| 1997/98   | Tofiq-Bəhramov-Stadion, Baku       | FK Kəpəz                           | 2:0                                | FK Qarabağ Ağdam                   |
| 1998/99   | Tofiq-Bəhramov-Stadion, Baku       | Neftçi Baku                        | 0:0 n. V., 5:4 i. E.               | FK Şəmkir                          |
| 1999/2000 | Tofiq-Bəhramov-Stadion, Baku       | FK Kəpəz                           | 2:1                                | FK Qarabağ Ağdam                   |
| 2000/01   | Mehdi Hüseynzadə Stadion, Sumqayıt | FK Şəfa Baku                       | 2:1                                | Neftçi Baku                        |
| 2001/02   | Tofiq-Bəhramov-Stadion, Baku       | Neftçi Baku                        | 3:0 (abgebrochen)                  | FK Şəmkir                          |
| 2002/03   | nicht ausgetragen....              | nicht ausgetragen....              | nicht ausgetragen....              | nicht ausgetragen....              |
| 2003/04   | Tofiq-Bəhramov-Stadion, Baku       | Neftçi Baku                        | 1:0 n. V.                          | FK Şəmkir                          |
| 2004/05   | Tofiq-Bəhramov-Stadion, Baku       | FK Baku                            | 2:1 n. V.                          | İnter Baku                         |
| 2005/06   | Şəfa-Stadion, Baku                 | FK Qarabağ Ağdam                   | 2:1                                | FK Karvan Yevlax                   |
| 2006/07   | Tofiq-Bəhramov-Stadion, Baku       | FK Xəzər Lənkəran                  | 1:0                                | MKT Araz İmişli                    |
| 2007/08   | Tofiq-Bəhramov-Stadion, Baku       | FK Xəzər Lənkəran                  | 2:0 n. V.                          | İnter Baku                         |
| 2008/09   | Tofiq-Bəhramov-Stadion, Baku       | FK Qarabağ Ağdam                   | 1:0                                | İnter Baku                         |
| 2009/10   | Tofiq-Bəhramov-Stadion, Baku       | FK Baku                            | 2:1                                | FK Xəzər Lənkəran                  |
| 2010/11   | Tofiq-Bəhramov-Stadion, Baku       | FK Xəzər Lənkəran                  | 1:1 n. V., 4:2 i. E.               | İnter Baku                         |
| 2011/12   | Dalga Arena, Baku                  | FK Baku                            | 2:0                                | Neftçi Baku                        |
| 2012/13   | Tofiq-Bəhramov-Stadion, Baku       | Neftçi Baku                        | 0:0 n. V., 5:3 i. E.               | FK Xəzər Lənkəran                  |
| 2013/14   | Tofiq-Bəhramov-Stadion, Baku       | Neftçi Baku                        | 1:1 n. V., 3:2 i. E.               | FK Qəbələ                          |
| 2014/15   | Qəbələ şəhər stadionu, Qəbələ      | FK Qarabağ Ağdam                   | 3:1                                | Neftçi Baku                        |
| 2015/16   | Tofiq-Bəhramov-Stadion, Baku       | FK Qarabağ Ağdam                   | 1:0 n. V.                          | Neftçi Baku                        |
| 2016/17   | Naxçıvan-Stadtstadion, Naxçıvan    | FK Qarabağ Ağdam                   | 2:0                                | FK Qəbələ                          |
| 2017/18   | Qəbələ şəhər stadionu, Qəbələ      | FK Keşlə                           | 1:0                                | FK Qəbələ                          |
| 2018/19   | Naxçıvan-Stadtstadion, Naxçıvan    | FK Qəbələ                          | 1:0                                | Sumqayıt PFK                       |
| 2019/20   | nach dem Viertelfinale abgebrochen | nach dem Viertelfinale abgebrochen | nach dem Viertelfinale abgebrochen | nach dem Viertelfinale abgebrochen |
| 2020/21   | Bank Respublika Arena, Masazır     | FK Keşlə                           | 2:1                                | Sumqayıt PFK                       |
| 2021/22   | Qəbələ şəhər stadionu, Qəbələ      | Qarabağ Ağdam                      | 1:1 n. V., 4:3 i. E.               | Zirə FK                            |
| 2022/23   | Bakcell Arena, Baku                | FK Qəbələ                          | 1:0 n. V.                          | Neftçi Baku                        |
| 2023/24   | Liv Bona Dea Arena, Baku           | Qarabağ Ağdam                      | 2:1                                | Zirə FK                            |
| 2024/25   | Mehdi-Hüseynzadə-Stadion, Sumqayıt | Sabah FK                           | 3:2                                | Qarabağ Ağdam                      |

### Rangliste der Sieger und Finalisten
| Verein                | Siege | Jahr(e)                                        | FT |
| --------------------- | ----- | ---------------------------------------------- | -- |
| Qarabağ Ağdam         | 8     | 1993, 2006, 2009, 2015, 2016, 2017, 2022, 2024 | 4  |
| Neftçi Baku           | 7     | 1995, 1996, 1999, 2002, 2004, 2013, 2014       | 5  |
| PFK Kəpəz             | 4     | 1994, 1997, 1998, 2000                         | –  |
| FK Xəzər Lənkəran     | 3     | 2007, 2008, 2011                               | 3  |
| FK Baku               | 3     | 2005, 2010, 2012                               | –  |
| FK Keşlə              | 2     | 2018, 2021                                     | 4  |
| FK Qəbələ             | 2     | 2019, 2023                                     | 3  |
| FK İnşaatçı Baku      | 1     | 1992                                           | –  |
| FK Şəfa Baku          | 1     | 2001                                           | –  |
| Sabah FK              | 1     | 2025                                           | –  |
| FK Şəmkir             | –     |                                                | 3  |
| FK Kür-Nur Mingəçevir | –     |                                                | 2  |
| Sumqayıt PFK          | –     |                                                | 2  |
| Zirə FK               | –     |                                                | 2  |
| FK İnşaatçı Sabirabad | –     |                                                | 1  |
| FK Xazri Buzovna      | –     |                                                | 1  |
| FK Karvan Yevlax      | –     |                                                | 1  |
| MKT Araz İmişli       | –     |                                                | 1  |
| Gesamt:               | 32    |                                                | 32 |